# Rock the Ring
Das Rock the Ring war ein dreitägiges Schweizer Musikfestival, welches von 2014 bis 2022 jährlich stattfand. Austragungsort war der Autobahnkreisel Betzholz bei Hinwil im Zürcher Oberland, wo über zwanzigtausend Besucher eintrafen. Seit 2018 wurde das Festival durch eine «B-Stage» erweitert. Im Jahr 2019 fusionierte Rock the Ring mit der Souls of Rock Foundation zur United Forces for Rock N'Roll. Am 10. Oktober 2022 meldete die Rock the Ring AG Insolvenz an und liess ihre Bilanz deponieren. Insbesondere durch die COVID-19-Pandemie verursachte Ausfälle liessen die Organisation nicht mehr sanieren.

## Bisherige und geplante Festivals
| Datum                                      | Besucher                      | Bands |
| ------------------------------------------ | ----------------------------- | --- |
| 20.–22. Juni 2014                          | 26’000 verteilt auf drei Tage | Unheilig, Bryan Adams, ZZ Top, HIM, The Rasmus, Gotthard, Alter Bridge, Peter Maffay, Krokus, Walking Papers, Marc Sway, Les Sauterelles, Black Label Society, China, The Treatment                                             |
| 19.–21. Juni 2015                          | 28’000 verteilt auf drei Tage | Nightwish, Billy Idol, Toto, Judas Priest, Alice Cooper, Limp Bizkit, Papa Roach, Roger Hodgson, The BossHoss, Five Finger Death Punch, Eluveitie, The Hooters, Florian Ast, FM, Crown of Glory                                 |
| 17.–19. Juni 2016                          | 24'000 verteilt auf drei Tage | Queen + Adam Lambert, Scorpions, Iggy Pop, Marillion, Europe, Uriah Heep, Mando Diao, Flogging Molly, Stefanie Heinzmann, Skillet, Shakra                                                                                       |
| 23.–25. Juni 2017                          | ---                           | Die Fantastischen Vier, Lo & Leduc, Pegasus, Dabu Fantastic, Nemo, Deep Purple, Gotthard, Krokus, Fiddler’s Green, Crystal Ball, QL, John Fogerty, Cheap Trick, Toni Vescoli & Co, Bonnie Tyler, Black Star Riders, Danko Jones |
| 20.–23. Juni 2018                          | 24'000 verteilt auf vier Tage | Simple Minds, Uriah Heep, Black Stone Cherry, Manfred Mann’s Earth Band, CoreLeoni, Santana, Level 42, The Darkness, Nazareth, Saint City Orchestra, Böhse Onkelz                                                               |
| 20.–23. Juni 2019                          | 23'000 verteilt auf drei Tage | Def Leppard, Whitesnake, Tesla, FM, Inglorious, Krokus, Gotthard, Saxon, Maxxwell, Lynyrd Skynyrd, Jared James Nichols, Live Wire, Midnight Oil, King Zebra, Die Toten Ärzte                                                    |
| 18.–22. Juni 2020 (abgesagt, COVID-19)     |                               | |
| 17. bis 19. Juni 2021 (abgesagt, COVID-19) |                               | |
| 16.–18. Juni 2022                          |                               | The Hives, Foreigner, Alice Cooper, Airbourne, Bush, Black Label Society, Steel Panther, Accept, Megawatt, Monster Magnet, Storace, Thunder, Dirty Honey                                                                        |